# Sepedon umbrosa
Sepedon umbrosa är en tvåvingeart som beskrevs av Verbeke 1950. Sepedon umbrosa ingår i släktet Sepedon och familjen kärrflugor. Inga underarter finns listade i Catalogue of Life.